# Hartmut Ewert
Hartmut Ernst Ewert (* 25. Januar 1968 im Schwarzwald) ist ein deutscher Pianist, Komponist und Arrangeur.

## Leben
Hartmut Ewert studierte am Rotterdams Conservatorium im Hauptfach Klavier, Komposition und Orchestration. Im Nebenfach belegte er zudem Sounddesign und Tontechnik.
Zwischen 1993 und 2004 komponierte er die Musik für ca. 500 niederländische TV-Produktionen. Für Angelina Maccarones mehrfach ausgezeichneten Film von 2005 Fremde Haut komponierte er zusammen mit Jakob Hansonis die Musik, die in die Vorauswahl zum Deutschen Filmpreis 2006 kam.
Wiederum in Zusammenarbeit mit Hansonis erfolgten Filmkompositionen für den Beziehungsfilm Verfolgt von 2006 und das Roadmovie Vivere von 2007. Zudem lieferte Ewert auch die Musik zu diversen Hörspielen und steuerte für die deutsche TV-Reihe Tatort in den Folgen Wem Ehre gebührt und Erntedank e.V. die Musik bei. Bei der Dokumentation Black Slaves For Sale, eine Co-Produktion zwischen dem NDR und dem niederländischen Fernsehen, die auch in Österreich, Spanien, Japan, Finnland, Irland und Schweden ausgestrahlt wurde, zeichnete er für die Musik verantwortlich.
Parallel dazu hat er zwischen 2005 und 2008 außerdem die Musik für weitere 54 niederländische TV-Dokumentationen geschrieben, dazu gehören Railaway, Traintrakking, Het zou je maar gebeuren, De dorpsdokter, Betere beurt und Tubutsch.
Hartmut Ewert lebt mit seiner Familie in Oosterbeek bei Arnheim.

## Filmmusik (Auswahl)
- 2005: Fremde Haut
- 2006: Verfolgt
- 2007: Vivere
- 2007: Tatort – Wem Ehre gebührt
- 2008: Tatort – Erntedank e.V.